# Andra spanska republiken
Andra spanska republiken var Spaniens regim 1931–1939. Den verkade mellan den 14 april 1931, när kung Alfons XIII lämnade landet, och den 1 april 1939, när de sista republikanska styrkorna kapitulerade inför falangisterna vid spanska inbördeskrigets slut och Francisco Franco blev landets diktator.
Under denna period genomfördes olika reformer, inklusive en jordreform, men i de flesta fall uppfylldes inte de förväntningar som hade byggts upp. Samtidigt gjorde bristen på framsteg att missnöjet bland proletariatet växte kraftigt. Efter flera strejker och folkliga resningar (inklusive Asturienrevolutionen och självständighetsprojekt i Katalonien) och skiften vid makten, inleddes ett uppror bland missnöjda militärer den 17 juli 1936 som resulterade i spanska inbördeskriget.

## Historik

### Reformer

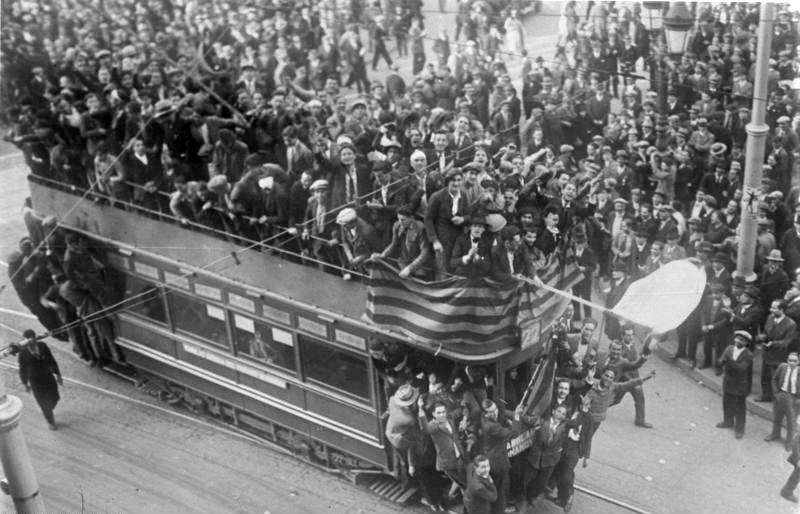
Folklig glädje i Barcelona, efter proklamationen av den andra spanska republiken. Flaggan som virats runt spårvagnen är Kataloniens flagga.

Den provisoriska regeringens första åtgärd var att utropa nyval till parlamentet, vars representanter skulle utarbeta en ny republikansk författning. Detta godkändes av det nya, vänsterdominerade parlamentet den 9 december 1931. Bland dess friheter återfanns yttrandefrihet, mötesfrihet, åtskiljande mellan kyrkan och staten, rätt att skiljas samt rösträtt för kvinnor.
Dessutom fråntogs den spanska adeln sin privilegierade juridiska status, man förenklade den lagstiftande makten genom att införa ett enkammarssystem med namnet Congreso de los Diputados samt öppnade för möjligheten att förstatliga allmänna tjänster som land, bankväsende och järnvägar. Även om dessa möjligheter aldrig förverkligades blev de en källa till splittring under de efterföljande åren. Man förändrade även landets symbol, den som figurerade på Spaniens flagga.
Republikens president blev Niceto Alcalá Zamora, medan den borgerlige – men radikale – politikern Manuel Azaña utsågs till regeringschef. I en tid av massarbetslöshet och ekonomisk stagnation (mitt under den stora depressionen), försökte regeringen förverkliga genomgripande reformer inom både den sociala sektorn, jordbruket och undervisningssystemet. Dessutom tillerkände man den nordöstliga regionen Katalonien ett vidsträckt självstyre.

### Maktväxlingar och uppror
Den aktiva reformpolitiken gillades långtifrån av alla, och valet till parlamentet 1933 vanns av center- och högerpartierna. Revolutionära resningar året efter i både Katalonien och Asturien slogs ner med vapenmakt.
Vid parlamentsvalet i februari 1936 vann vänsterkrafterna – samlade i den så kallade Folkfronten – tillbaka regeringsmakten. Därefter återupptogs reformarbetet, i ett allt mer polariserat politiskt landskap; de stora arbetar- och bondemassorna var nu snarast revolutionärt sinnade, medan det konservativa Spanien var berett att ta till utomparlamentariska medel för att försvara det "gamla" Spanien.

### Inbördeskrig
Ett uppror bland delar av militären i juli 1936 blev startskottet för ett nästan tre år långt inbördeskrig. Regeringssidan förlorade snabbt kontrollen över stora delar av landet, och även i de delar av Spanien där resningen slogs ner tog det fram till 1937 innan centralregeringen kunde återställa sitt styre (under mellantiden hade anarkistiska styrkor den faktiska kontrollen). Återtagandet av kontrollen över anarkistiskt styrda områden skedde med hjälp av kommunisterna, vilka vuxit i styrka som en följd av republikens militära stöd från Sovjetunionen.
Sammanhållningen på "nationalistsidan" var bättre, med Francisco Franco som både stats- och regeringschef samt överbefälhavare ända sedan oktober 1936. I april året därpå förenade Franco olika fascistiska och konservativa krafter i landet i ett enhetsparti med namnet Falangen, styrt av honom själv. Förutom den större politiska samordningen gynnades falangisterna av ett massivt militärt stöd både från Hitlers Tyskland och Mussolinis Italien (två länder som fick pröva sina växande militära krafter på bekvämt avstånd från hemlandet).
Stödet från Tyskland och Italien var helt avgörande för falangisternas militära seger 1939. I mars intogs regeringens sista större fäste Madrid, och den andra spanska republikens öde var beseglat.